# Innozentisten
Die Innozentisten bzw. (nach dem Russischen) Innokentewzy (russisch Иннокентьевцы, wiss. Transliteration Innokent'evcy; rumän. Inochentiștii; engl. auch Innokentevtsy, Innocentist Movement oder Innocentists) sind eine ursprünglich russische Sekte. Sie entstand 1908 durch den orthodoxen Hieromönch Innocent bzw. Inochentie, wovon auch ihr Name abgeleitet ist, des orthodoxen Klosters von Balta: Ioan Levizor (Иван Левизор, 1875–1917) aus Soroca in Bessarabien. Er sah sich als Verkörperung des Hl. Geistes, von seinen Anhängern wurde die Aufgabe von Eigentum und Familie gefordert und ein Selbstmordkult eingeführt. Sie war gegen die revolutionäre Bewegung und rief zur Unterstützung der russischen Monarchie auf.
Heute gibt es Innokentewzy (Inochentiștii) in der Republik Moldau und im Südwesten der Ukraine.